# Corynotrichius bicolor
Corynotrichius bicolor är en skalbaggsart som beskrevs av Hermann Julius Kolbe 1892. Corynotrichius bicolor ingår i släktet Corynotrichius och familjen Cetoniidae. Inga underarter finns listade i Catalogue of Life.